# Pohjois Riutushvärri
Pohjois Riutushvärri är en kulle i Finland.   Den ligger i den ekonomiska regionen Norra Lappland och landskapet Lappland, i den norra delen av landet, 1 000 km norr om huvudstaden Helsingfors. Toppen på Pohjois Riutushvärri är 369 meter över havet, eller 130 meter över den omgivande terrängen. Bredden vid basen är 2,6 km.
Terrängen runt Pohjois Riutushvärri är huvudsakligen platt.  Trakten runt Pohjois Riutushvärri är nära nog obefolkad, med mindre än två invånare per kvadratkilometer. Det finns inga samhällen i närheten. Omgivningarna runt Pohjois Riutushvärri är i huvudsak ett öppet busklandskap.